# Province de Nor Cinti
La province de Nor Cinti est une des 10 provinces du département de Chuquisaca, en Bolivie. Son chef-lieu est Camargo.

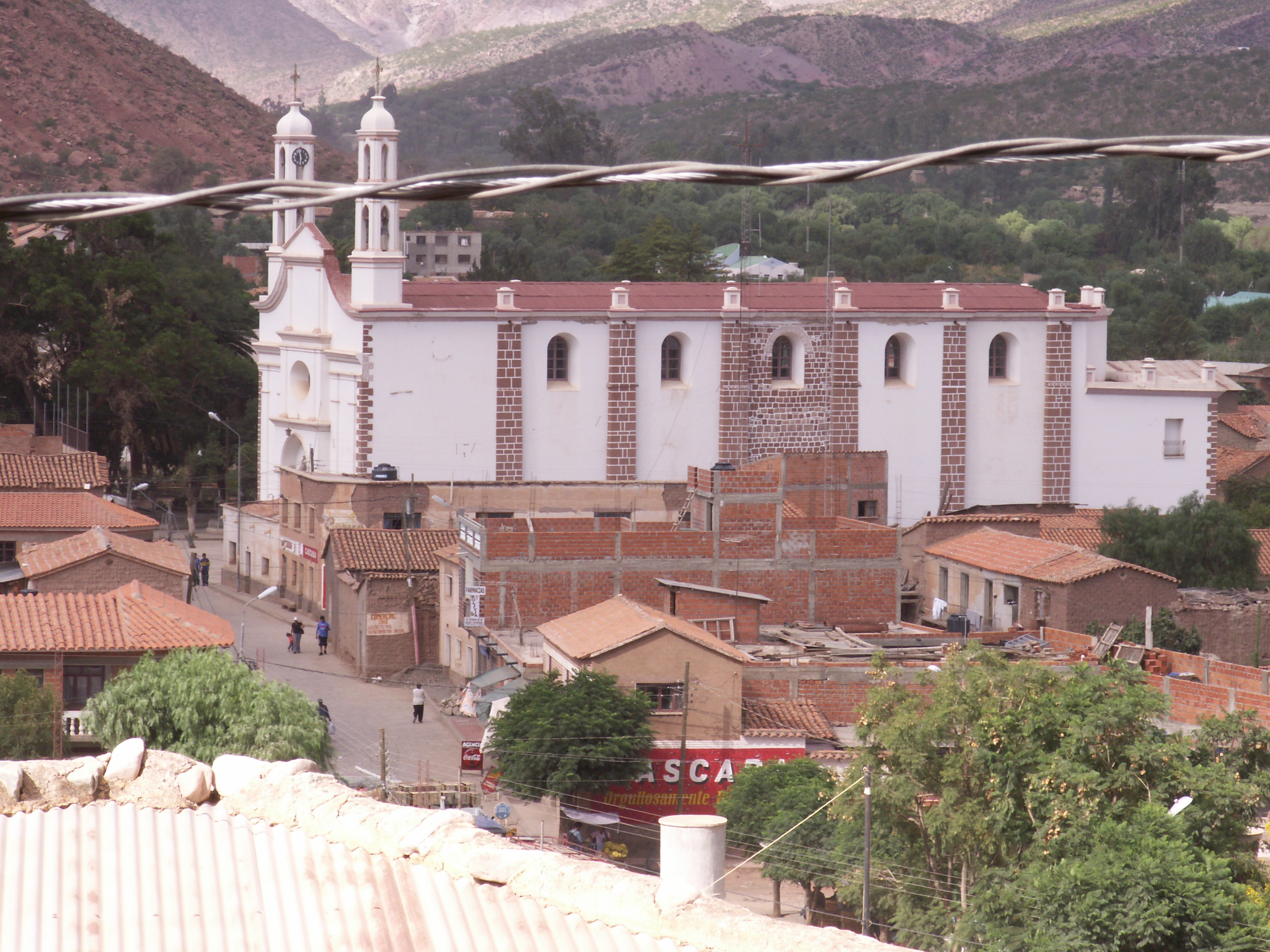